# Route touristique du Champagne

Le vignoble de Champagne

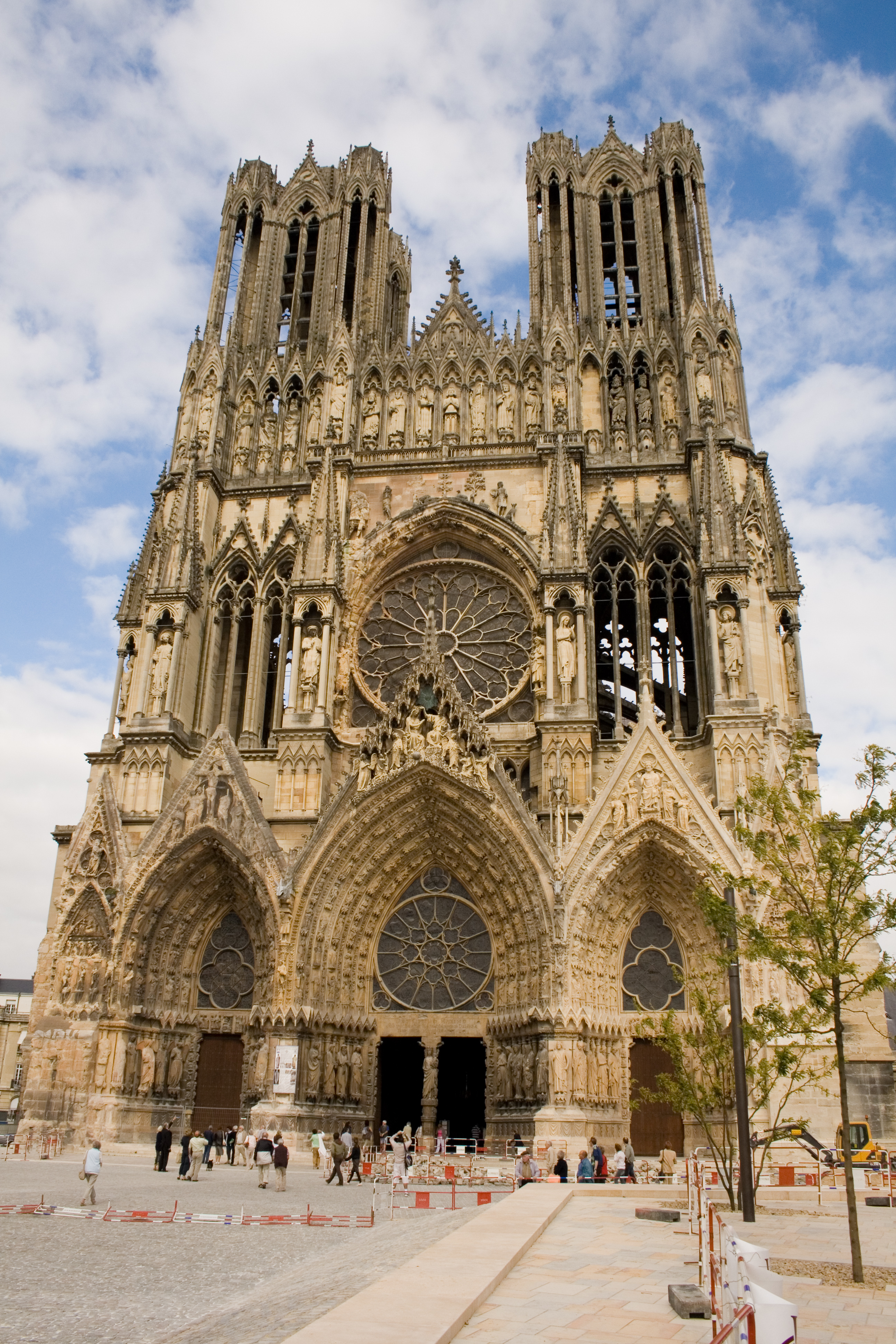
Cathédrale Notre-Dame de Reims.

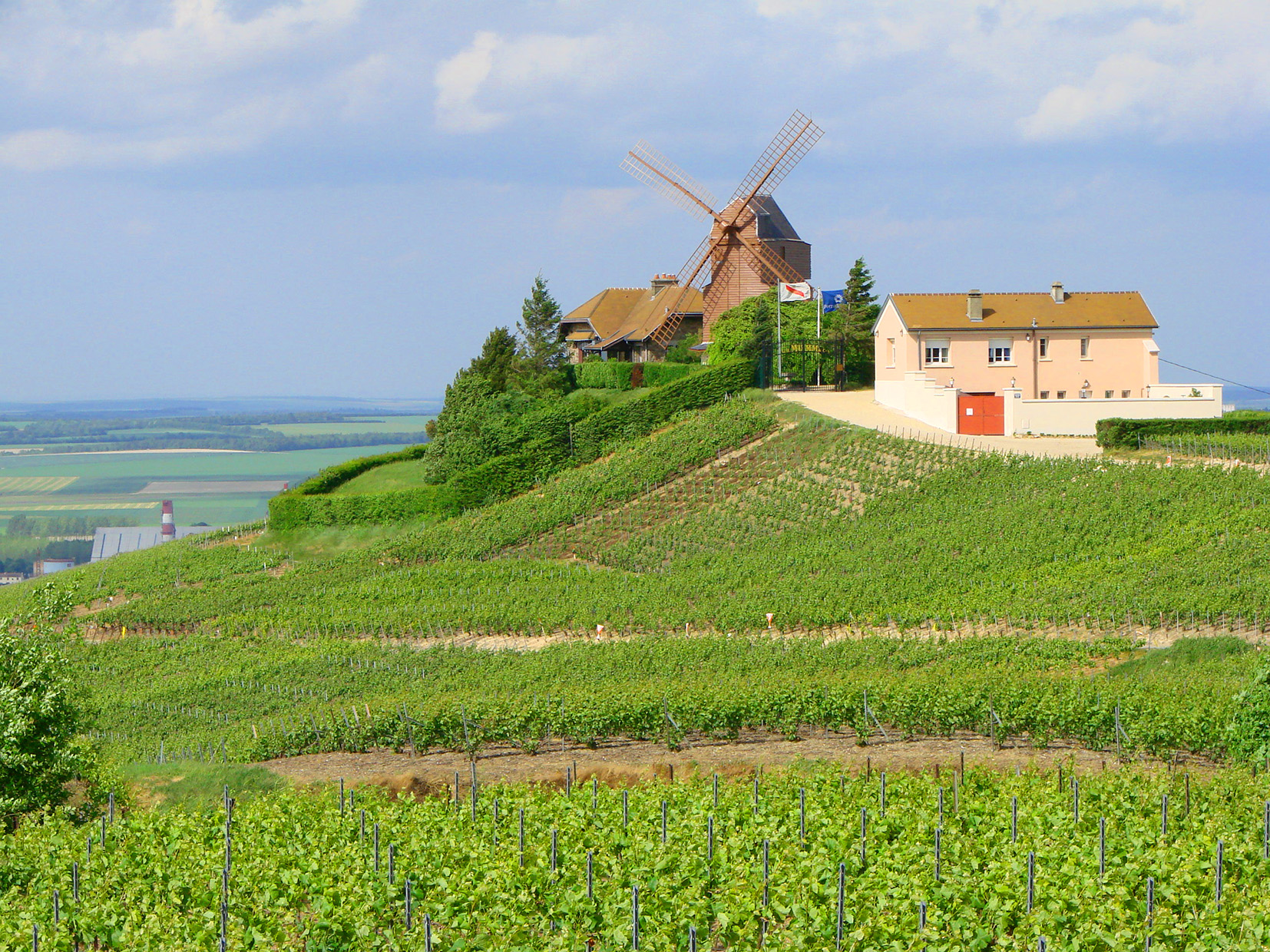
Le moulin de Verzenay - Montagne de Reims.

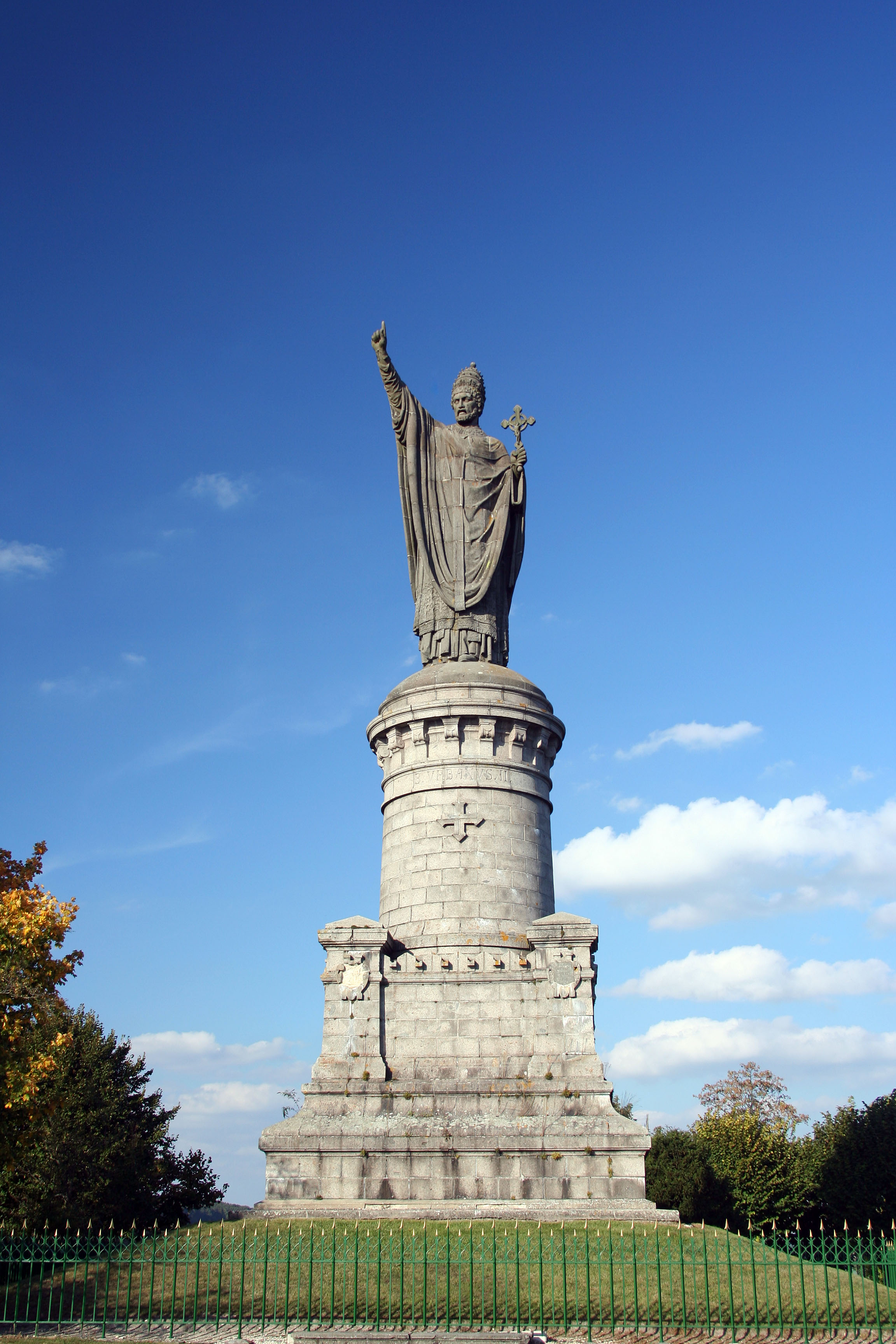
Statue du pape Urbain II - Châtillon-sur-Marne.

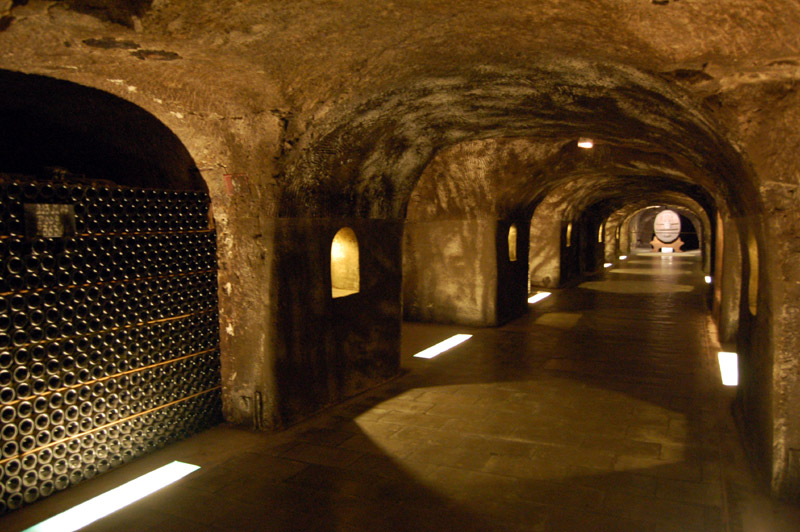
Les caves Moët & Chandon - Épernay.

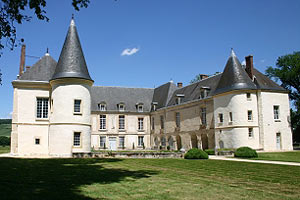
Le château de Condé - Condé-en-Brie.

Les routes touristiques du Champagne constituent un ensemble de circuits fléchés permettant de découvrir le vignoble champenois et de nombreux points d'intérêts touristiques.
Ces circuits sont au nombre de six :
- La Côte des bar : 220 km, au départ de Bar-sur-Seine ou de Bar-sur-Aube.
- La côte des blancs et les coteaux sud d'Épernay (coteaux du Sézannais) : 100 km, au départ d'Épernay ou de Villenauxe-la-Grande.
- Le massif de Saint Thierry et la vallée de l'Ardre : 70 km, au départ de Reims, sortie Tinqueux.
- La montagne de Reims : 70 km, au départ de Reims ou d'Épernay.
- La vallée de la Marne : 90 km, au départ de Château-Thierry suivre la rive gauche de la Marne et une fois arrivé à Épernay retour par la rive droite.
- La vallée de la Marne Ouest : 50 km, au départ de Montreuil-aux-Lions (sortie A4 n° 19) rejoindre la rive droite de la Marne une fois à Baulne-en-Brie retour par la rive gauche via Trélou-sur-Marne.

## Côte des bar
La Côte des bar est situé dans l'Aube au sud de la Champagne. Circuit fermé passant par Bar-sur-Seine et Bar-sur-Aube.
- Communes traversées : Arconville, Arrentières, Avirey-Lingey, Bagneux-la-Fosse, Baroville, Bar-sur-Aube, Bar-sur-Seine, Bayel, Bergeres, Bertignolles, Bligny, Bragelogne-Beauvoir, Buxeuil, Buxières-sur-Arce, Celles-sur-Ource, Champignol-lez-Mondeville, Channes, Chassenay, Colombé-la-Fosse, Colombé-le-Sec, Courteron, Dolancourt, Essoyes, Fontette, Gyé-sur-Seine, Landreville, Les Riceys, Lignol-le-Château, Loches-sur-Ource, Meurville, Neuville-sur-Seine, Noé-les-Mallets, Polisot, Polisy, Proverville, Rizaucourt-Buchey, Rouvres-les-vignes, Urville, Ville-sur-Arce, Viviers-sur-Artaut, Voigny

## Côte des Blancs
La Côte des Blancs, berceau du Chardonnay : ses villages sont bâtis en amphithéâtre sur le flanc des collines.  
- Communes traversées : Allemant, Avize, Barbonne-Fayel, Bergères-lès-Vertus, Broyes, Chantemerle, Chavot-Courcourt, Chouilly, Coizard-Joches, Congy, Courjeonnet, Cramant, Cuis, Épernay, Etoges, Fèrebrianges, Fontaine-Denis-Nuisy, La Celle-sous-Chantemerle, Le Mesnil-sur-Oger, Mancy, Mondement-Montgivroux, Montgenost, Monthelon, Morangis, Moslins, Moussy, Oger, Oyes, Pierry, Reuves, Saudoy, Sézanne, Val-des-Marais, Vert-Toulon, Vertus, Villenauxe-la-Grande, Villevenard, Vindey

## Massif de Saint Thierry
Vignobles et forêts forment dans le Massif de Saint-Thierry un ensemble de verdure.
- Communes traversées : Bouffignereux, Bouvancourt, Brouillet, Cauroy-lès-Hermonville, Châlons-sur-Vesle, Champigny, Chenay, Cormicy, Gueux, Guyencourt, Hermonville, Jonchery-sur-Vesle, Merfy, Montigny-sur-Vesle, Pévy, Prouilly, Reims, Savigny-sur-Ardres, Saint-Thierry, Serzy-et-Prin, Thil, Tinqueux, Trigny, Vandeuil, Ventelay, Villers-Franqueux

## Montagne de Reims
Au départ de Reims ou d'Épernay, 70 kilomètres à parcourir au cœur d'un parc naturel régional.
- Communes traversées : Ambonnay, Avenay-Val-d'Or, Aÿ, Bouzy, Chamery, Chigny-les-Roses, Condé-sur-Marne, Coulommes-la-Montagne, Ecueil, Épernay, Fontaine-sur-Aÿ, Gueux, Jouy-lès-Reims, Louvois, Ludes, Mailly-Champagne, Mareuil-sur-Aÿ, Mutigny, Pargny-lès-Reims, Reims, Rilly-la-Montagne, Sacy, Sermiers, Tauxières-Mutry, Trépail, Tinqueux, Tours-sur-Marne, Vaudemange, Verzenay, Verzy, Villedommange, Villers-Allerand, Villers-Marmery, Vrigny

## Vallée de la Marne
Au départ de Paris, sortie A4 n°19 suivre la rive gauche de la Marne, retour par la rive droite.
Au départ d'Épernay, suivre la rive droite de la Marne, et retour par la rive gauche.
- Vallée de la Marne Ouest : Communes traversées (dans l'Aisne) : Azy-sur-Marne, Baulne-en-Brie, Bonneil, Brasles, Celles-lès-Condé, Charly-sur-Marne, Chartèves, Château-Thierry, Chézy-sur-Marne, Condé-en-Brie, Connigis, Crézancy, Crouttes-sur-Marne, Essômes-sur-Marne, Etampes-sur-Marne, Fossoy, Gland, Jaulgonne, La Chapelle-Monthodon, Mézy-Moulins, Monthurel, Mont-Saint-Père, Montreuil-aux-Lions, Nogent-l'Artaud, Passy-sur-Marne, Reuilly-Sauvigny, Saint-Agnan, Saint-Eugène, Trélou-sur-Marne
- Vallée de la Marne Est : Communes traversées (dans la Marne) : Aÿ, Baslieux-sous-Châtillon, Belval-sous-Châtillon, Binson-et-Orquigny, Boursault, Cerseuil, Champillon, Châtillon-sur-Marne, Cuchery, Cumières, Damery, Dizy, Dormans, Epernay, Festigny, Fleury-la-Rivière, Hautvillers, La Neuville-aux-Larris, Leuvrigny, Magenta, Moussy, Œuilly, Pierry, Reuil, Saint-Imoges, Saint-Martin-d'Ablois, Troissy, Vandières, Vauciennes, Venteuil, Verneuil, Villers-sous-Châtillon, Vinay, Vincelles

## Voyageurs célèbres de ces circuits
- Urbain II en 1042,
- Louis IX de France en 1226,